# What We Left Behind
What We Left Behind è il secondo album in studio del gruppo musicale statunitense Veara, pubblicato il 24 maggio 2010 dalla Epitaph Records.

## Tracce
1. We Have a Body Count – 2:20
2. Better Off without You – 2:59
3. My B-Side Life – 3:08
4. Pull Your Own Weight – 2:56
5. Waste My Time – 3:06
6. Role Model – 3:29
7. Everything to Lose – 3:19
8. Only Famous People Get Famous – 2:21
9. Head for the Hills – 3:23
10. Getting Kicked in the Face Has Never Been So Much Fun – 3:35

## Formazione
Veara
- Bradley Wyrosdick – voce, chitarra ritmica
- Patrick Bambrick – chitarra solista, voce secondaria
- Bryan Kerr – basso
- Brittany Harrell – batteria, percussioni

Produzione
- Jeremy McKinnon – produzione
- Andrew Wade – produzione, ingegneria del suono
- Veara – produzione
- Bradley Deloatche – tecnico bassi
- Ryan Smith – mastering